# Forgelight Engine
Forgelight是一款用于大型多人线上游戏的3D游戏引擎，由索尼线上娱乐开发。

## Forgelight主要特性
- 即时光能传递
- Nvidia PhysX 物理引擎（SDK 3.2）
- 动态模糊
- 灵活多变的昼夜系统
- 视觉调适和高动态光照渲染
- 支持微软DirectX 9
- 支持静态网格物体和体素地形
- 大气散射
- 体积雾
- 高级环境光遮蔽
- 高级环境光照

## 使用Forgelight引擎的游戏
- 行星边际2
- 无尽的任务Next
- H1Z1[2]